# Liste des lacs en Mauritanie
La liste des lacs en Mauritanie répertorie la liste non exhaustive des lacs sur le territoire mauritanien.

## Lacs principaux selon leurs types
Le lac Rkiz est l'un des sites naturels les plus impressionnants de Mauritanie. Il couvre une superficie de 13 000 ha. Le lac peut atteindre 34 km de longueur, 9 km de largeur et 4,3 m de profondeur en saison pluvieuse, est alimenté par le fleuve Sénégal.